# عقول خطرة
عقول خطرة (بالإنجليزية: Dangerous Minds)‏ هو فيلم مراهقة ‏، فيلم هود ‏ وفيلم دراما أُصدر في 1995. الفيلم من إنتاج هوليوود بيكشرز، ومن توزيع استوديوهات أفلام والت ديزني، وقد أخرجه جون إن. سميث، وكَتَب السيناريو رونالد باس.

## القصة
لو آن جونسون عاملة في الإبحار سابقًا يتم تعينها كمُدرسّة في مدرسةٍ ثانوية في منطقة فقيرة بالمدينة. بعد انفصالها عن زوجها يحاول أحد أصدقائها -مدرس بنفس المدرسة- مساعدتها بأن يسعى لإيجاد وظيفةٍ مؤقتةٍ لها. وبعد استقبال سيء لها من الطلبة، تحاول اتباع طريقة غير تقليدية في التدريس لاكتساب ثقة طلابها.

## طاقم التمثيل
- ميشيل فايفر
- جون نيفيل
- لورين توسان
- ميا
- Renoly Santiago [الإنجليزية]‏
- إيفان سيرجي
- روبن بارتليت
- كورتني بي. فانس
- جورج دزوندزا
- ويد دومينغيز

## الإنتاج

### الموسيقى
موسيقى الفيلم التصويرية من تلحين ويندي ميلفوين.

## وصلات خارجية
- عقول خطرة على موقع IMDb (الإنجليزية)
- عقول خطرة على موقع ميتاكريتيك (الإنجليزية)
- عقول خطرة على موقع روتن توميتوز (الإنجليزية)
- عقول خطرة على موقع نتفليكس (الإنجليزية)
- عقول خطرة على موقع قاعدة بيانات الأفلام العربية
- عقول خطرة على موقع ألو سيني (الفرنسية)
- عقول خطرة على موقع Turner Classic Movies (الإنجليزية)
- عقول خطرة على موقع أول موفي (الإنجليزية)
- عقول خطرة على موقع بوكس أوفيس موجو (الإنجليزية)
- عقول خطرة على موقع فيلمافينيتي (الإسبانية)